# Фрюкхольм, Мария
Мария Барбара Фрюкхольм (швед. Maria Barbara Frykholm; 20 марта 1832, Вермланд (провинция) — 1871, Париж) — шведская писательница, переводчица

 и композитор.

## Биография и творчество
Мария Фрюкхольм родилась в 1832 году в провинции Вермланд. Её родителями были промышленник Олаф Фрюкхольм и Мария Кристина Ротштайн. О начальном этапе жизни Марии Фрюкхольм известно немного, но, по всей видимости, в её семье ценили музыку и литературу, и эта любовь передалась Марии.
О том, какое образование получила Мария, почти ничего не известно. Вероятно, она училась игре на фортепиано и, судя по её композициям, изучала теорию музыки. В юности она жила в Стокгольме и зарабатывала на жизнь писательством, что было крайне необычно для молодой незамужней женщины в то время. Позднее Мария вышла замуж и носила фамилию Фриск, а также публиковала свои произведения под различными псевдонимами.
Писать Мария Фрюкхольм начала рано. Её первая публикация относится к 1854 году. Среди прочего Мария писала пьесы для театра, а также переводила на заказ пьесы с французского и немецкого языков, либо создавала их свободные переложения. В 1860 году, под псевдонимом Брор Каспер (Bror Casper), вышел её сборник «Strödda träsnitt», состоявший из стихотворений, рассказов и статей, с музыкальным приложением в виде двух песен. Одна из статей в сборнике посвящена обзору и критике современной музыкальной жизни Стокгольма.
В 1860—1861 годах Фрюкхольм работала редактором в периодическом издании Läsning i hemmet: När och fjärran и публиковала статьи в газете Aftonbladet. В 1863 году вышел её перевод романа норвежской писательницы Камиллы Коллетт, «Amtmannens döttrar».
Что касается музыкального творчества Марии Фрюкхольм, то её, как и многих других композиторов того времени, интересовала народная музыка. Она опубликовала два сборника народных песен родного Вермланда и Эстергётланда, с параллельным переводом шведских текстов на немецкий язык, выполненным Вильгельмом Бауком. Кроме того, она писала собственные песни для голоса и фортепиано.
Мария Фрюкхольм умерла в возрасте 39 лет в Париже, незадолго до планируемого путешествия в Нью-Йорк.